# Aporum albayense
Aporum albayense é uma espécie de orquídea epífita de hábito pendente e flores pequenas, que habita o Vietnam e as Filipinas.